# Catarina Ivanovna da Rússia
Catarina Ivanovna da Rússia (Moscou, 20 de outubro de 1691 — São Petersburgo. 14 de junho de 1733) foi uma filha do czar Ivan V da Rússia e de Praskovia Feodorovna Saltykova, bem como mãe da grã-duquesa Ana Leopoldovna, regente da Rússia.

## Biografia
Catarina era sobrinha do czar Pedro, o Grande e irmã da imperatriz Ana da Rússia. Teria sido ela a imperatriz, sendo mais velha do que Ana, mas o conselho temia que o seu marido, Carlos Leopoldo de Meclemburgo-Schwerin, ganhasse influência da Rússia e por isso escolheram a viúva Ana.
Catarina foi descrita como uma beleza pálida, de cabelos negros e de baixa estatura, fazendo sucesso na sociedade pelo seu charme e à-vontade. Casou-se em 1716 em Danzigue com o duque de Meclemburgo-Schwerin, Carlos Leopoldo, que tinha proposto casamento primeiro à sua irmã Ana, mas Pedro I acabou por escolher Catarina para o lugar. O casamento criou uma aliança política entre a Rússia e Meclemburgo contra a Suécia que foi muito vantajosa para Pedro, visto que pôde usar o porto de Meclemburgo para ancorar a sua frota.
O casamento foi infeliz uma vez que Carlos maltratava Catarina ao ponto de esta ter fugido para a Rússia em 1722 com a sua filha. O casal nunca se divorciou oficialmente, mas não se voltou a ver desde este episódio.
No dia 12 de Maio de 1733, Catarina estava presente quando a sua filha se converteu à religião ortodoxa, mudando o nome para Ana Leopoldovna, tornando-a assim ilegível para o trono. Catarina morreu um mês depois.